# Hilmer Johanson

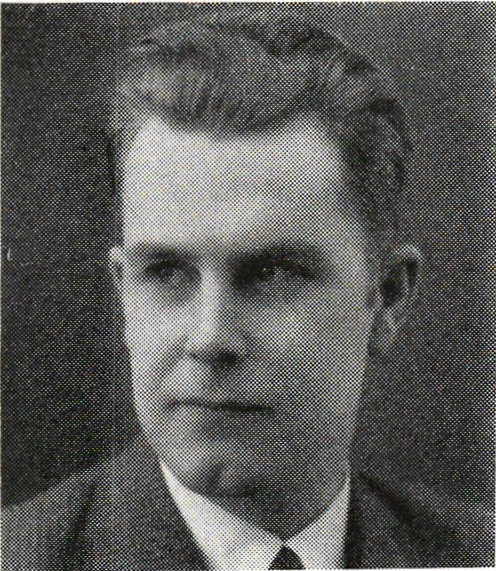
Hilmer Johanson, 1936.

Carl Hilmer Johanson, född 27 september 1905 i Götlunda församling i Örebro län, död 3 mars 2000 i Linköping, var en svensk journalist, folkbildare, nykterist, esperantist och socialdemokratisk politiker, drätselkammarens (kommunstyrelsens) ordförande i Linköpings kommun från 1968. Han skrev under signaturerna Hr J:son, Hr J., Rödman och Solon.

## Biografi
Hilmer Johansons föräldrar var jordbruksarbetaren Karl Albin Johanson (född 1872) och Alma Maria Karlsson (född 1869). Han gifte sig 1931 med Elisabeth Nilsson (född 1903).
Johanson var 1924–1925 elev vid Karlskoga folkhögskola. Han företog resor till Danmark, Norge, Finland, Estland, Lettland, Litauen och England. Han blev 1927 medarbetare i den socialdemokratiska tidningen Örebro-Kuriren och 1929 i Skaraborgaren, där han 1930–1938 var redaktionssekreterare. Han var 1938–1942 medarbetare i Nya Norrland, 1942–1945 huvudredaktör för Söderhamns-Kuriren och Hälsinglands Folkblad, 1945–1962 chefredaktör och ansvarig utgivare för Östgöten och 1952–1962 chefredaktör för Motala Posten.
Han blev 1934 ledamot av Falköpings stadsfullmäktige, var 1934–1938 ledamot av kyrkofullmäktige, 1936–1938 ordförande i de samverkande bildningsorganisationerna i Skaraborgs län, 1934–1938 instruktör för ABF i Skaraborgs län. Han var 1920–1922 sekreterare i blåbandsföreningen Örnen, 1926–1928 i Götlunda arbetarekommun, 1930–1931 i Falköpings arbetarekommun, 1940–1942 ordförande i Sollefteå arbetarekommun, 1941–1942 ledamot av Sollefteå skolråd, 1943–1945 ordförande i Söderhamns lokalavdelning av Föreningen Norden, blev 1946 ledamot av styrelsen för Linköpings lokalavdelning av Föreningen Norden och blev 1946 ordförande i Linköpings lokalavdelning av ABF. Han blev 1947 ledamot av Linköpings stadsfullmäktige, 1956 vice ordförande, 1962 kommunalråd och 1968 drätselkammarens ordförande. Han var medlem av Socialdemokratiska arbetarpartiet, Sveriges journalistförening, Publicistklubben (från 1931), Svenska tidningsutgivarnas förening och av Esperantoförbundet.